# Barber-Falle

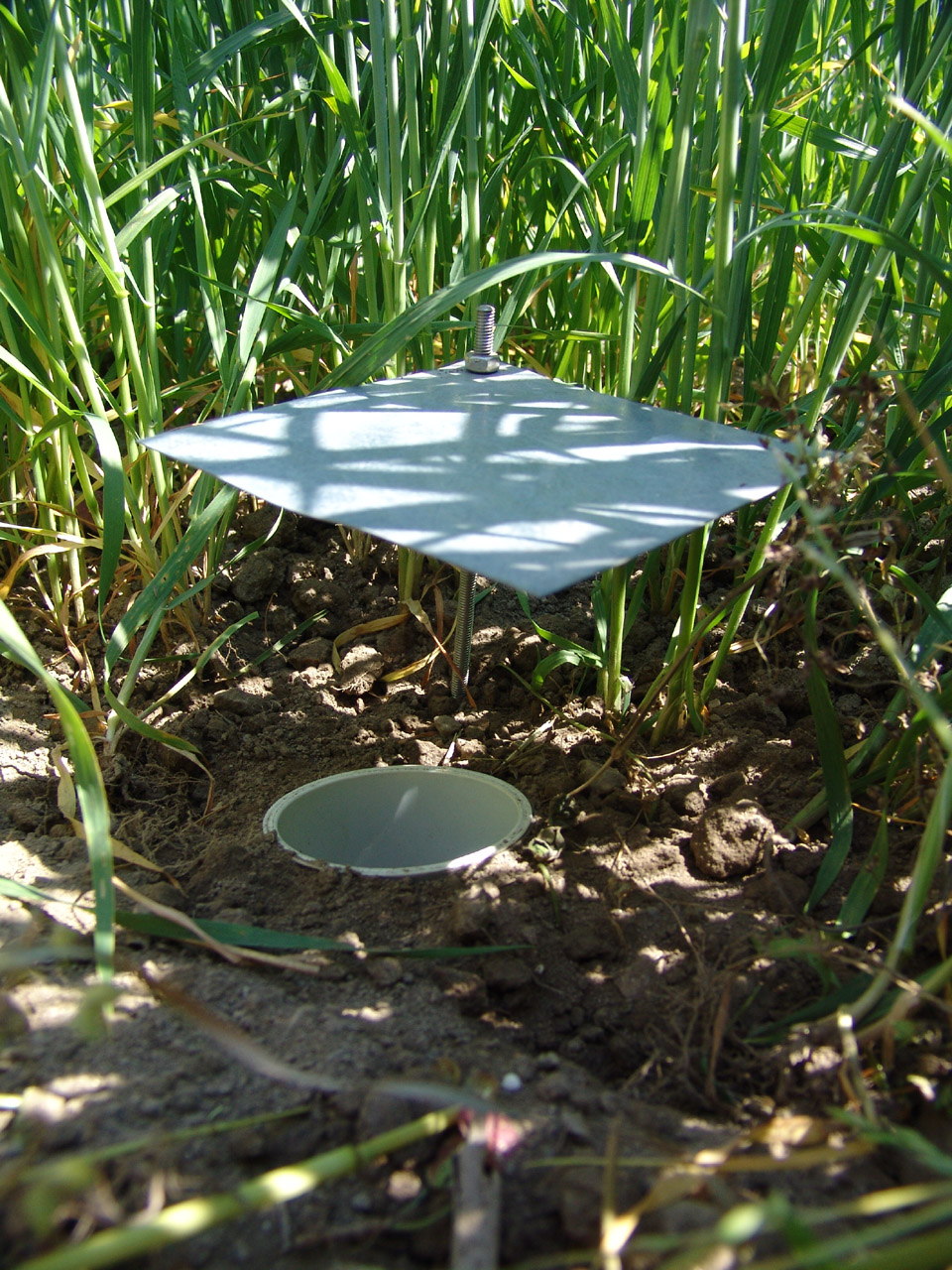
Barber-Falle mit Blechdach

Die Barber-Falle, auch Bodenfalle, ist ein im Boden vergrabenes Gefäß, dessen oberer Rand mit dem umgebenden Gelände abschließt. Gefangen werden insbesondere auf dem Boden lebende Gliedertiere, vor allem Insekten, aber je nach Bauart auch Schnecken und kleinere Wirbeltiere wie zum Beispiel Spitzmäuse. Barber-Fallen sind automatische Fallen und selektieren nicht besonders gut. Daher dürfen sie nur kontrolliert zum Einsatz kommen und müssen regelmäßig gewartet werden.

## Namensgebung
Der Fallentyp wurde nach Herbert Spencer Barber (1882–1950) benannt. Er beschrieb diese Fallen im Jahre 1931 erstmals und nutzte sie zum Fang von Höhlenkäfern der Gattungen Neaphaenops und Pseudanophthalmus im Osten der USA.

## Aufbau
Wesentliche Bestandteile seiner Fallen waren:
- ein bis zum Rand in den Schlamm des Höhlenbodens eingegrabenes Glasgefäß, das zu etwa einem Viertel mit einer Konservierungsflüssigkeit gefüllt ist,
- ein kleineres Behältnis mit einem Lockstoff, das im Gefäß über der Konservierungsflüssigkeit hängt,
- ein Gitter als Abdeckung für das Gefäß, um das Hineinfallen unerwünscht großer Tiere, aber auch Wirbeltiere zu verhindern,
- ein großer Stein auf Stützsteinen liegend als Dach gegen Wasser von oben, um größeren Tieren den Zugang zur Falle zu verwehren und um den Duft des Lockstoff am Boden zu konzentrieren, sowie
- eine Markierung zum besseren Wiederfinden der Falle.

Je nach Fangflüssigkeit muss man auf die Wahl des Behälters achten. Wenn man mehrere Leerungen durchführen möchte, sollte man einen Einsatz in den Boden konstruieren, damit das Wechseln der Bodenfalle schneller durchgeführt werden kann. Dabei kann es sich um ein knapp stärkeres Rohrstück handeln, in welches der Behälter eingelassen wird.

## Fangflüssigkeit
Barber hat in Experimenten herausgefunden, dass sich als Konservierungsflüssigkeiten für große zeitliche Kontrollabstände besonders gut eignen:
- Ethylenglycol,
- eine Mischung aus „Galt's solution“ (5 % Kochsalz, 1 % Salpeter und 1 % Chloralhydrat in 100 % Wasser) mit Ethylenglycol,
- „Galt's solution“ mit Glycerin und
- Hexylresorcin-Lösung mit einer Oberflächenspannung von 0,37 (nur bis etwa 6 Wochen brauchbar).

Barber empfahl außerdem auch Zenker-Lösung ohne Essigsäure, fand jedoch in seinen Experimenten kein brauchbares Mittel zum Entfernen der nach längerer Zeit auf der Oberfläche des Fangmaterials entstehenden Kristalle. Das Weglassen von Essigsäure und Ethanol in den Konservierungsflüssigkeiten war nötig, damit diese keine abschreckende Wirkung haben (Repellent). Die Beimischungen von Ethylenglycol beziehungsweise Glycerin erbrachten Standzeiten der Fallen von bis zu sechs Monaten ohne Wartung.
Auch die heute üblichen Zusätze zur Verringerung der Oberflächenspannung wurden schon damals diskutiert. Sie führen dazu, dass die gefangenen Insekten möglichst schnell in der Konservierungsflüssigkeit untergehen. Wichtige Punkte bei der Wahl der Lösung waren auch möglichst geringe Veränderung der Tiere und das möglichst einfache Reinigen und Trocknen der Präparate. Für das Fangen von Laufkäfern wird oftmals Benzoesäure verwendet. Auch Formaldehyd oder gesättigte Kochsalzlösung werden als Konservierungsmittel verwendet.
Für den Fang von Käfern, die anschließend als Belege für wissenschaftliche Sammlungen präpariert werden sollen, hat sich die von Renner entwickelte Fangflüssigkeit aus Ethanol, Wasser, Glycerin und Essigsäure im Verhältnis 4:3:2:1 sehr bewährt. Das Ethanol (auch Brennspiritus ist einsetzbar) wirkt als Lock- und Tötungsmittel, das Glycerin verhindert die Austrocknung der Falle, und die Essigsäure hebt die härtende Wirkung des Alkohols auf, so dass die Tiere gut präparierbar bleiben.
Der Einsatz von Bodenfallen als Lebendfallen, also ohne Konservierungsflüssigkeit, wird bei Fängen zu wissenschaftlichen Zwecken nicht selten praktiziert, z. B. zum Fang von Kleinsäugern oder um lebendes Tiermaterial zu gewinnen. Lebendfallen müssen sehr häufig, in der Regel täglich, gewartet werden, wodurch der Bearbeitungsaufwand stark ansteigt.

## Einsatz

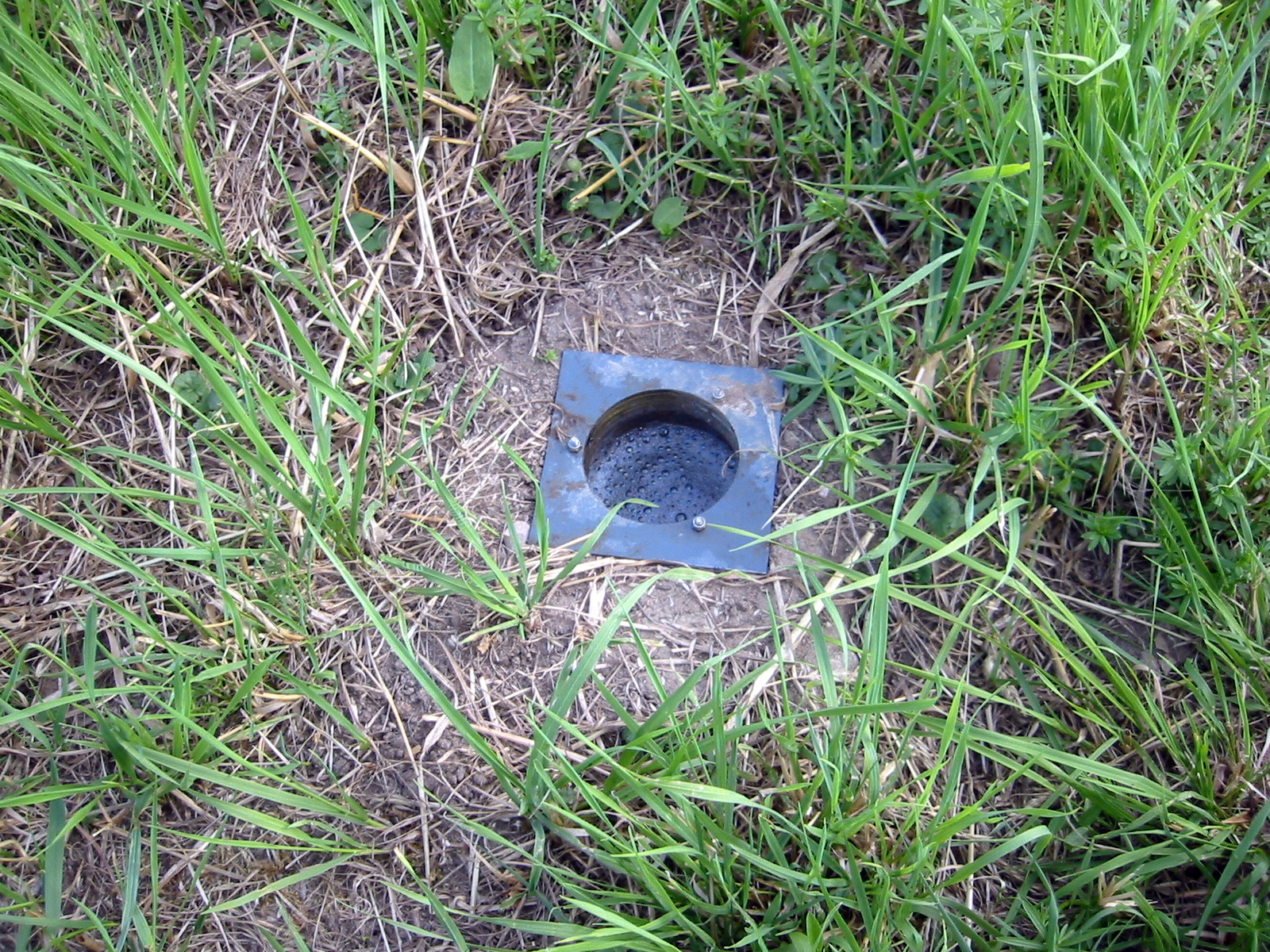
Bodenfalle mit Benzoesäure zum Fang von Laufkäfern

Heute werden auch Barber-Fallen aus Kunststoff eingesetzt. Allerdings können je nach Art des Kunststoffs viele Insekten wieder herausklettern, dies ist aber in der Regel nur bei Lebendfallen relevant. Von Ausnahmefällen abgesehen, werden beim heutigen Standardeinsatz von Bodenfallen Lockstoffe weggelassen,  oft auch Gitter. Alle Modifikationen verändern die Anzahl und das Artenspektrum der gefangenen Tiere erheblich. Zum Beispiel wirken sich die Konservierungsflüssigkeit die Farbe, die Größe und der Leerungsintervall auf Effizienz und Selektivität der Falle aus. Kein Einfluss wurde z. B. durch Dächer oder Abdeckungen festgestellt.
Bodenfallen werden aufgrund des vergleichsweise geringen Bearbeitungsaufwands und der hohen Erfassungseffizienz bei einigen Tiergruppen als Standard-Erfassungsmethode sowohl in der ökologischen Grundlagenforschung als auch für angewandte Fragestellungen, z. B. für ökologische Gutachten und zum Monitoring (Umweltbeobachtung) routinemäßig eingesetzt. Die Fallen geben nur bei auf der Bodenoberfläche lebenden ("epigäischen") Arten ein verlässliches Bild der Artenvielfalt eines Lebensraums. Weder echte Bodenorganismen (endogäische Arten) noch in der Vegetation lebende Arten sind, von Zufallsfunden abgesehen, verlässlich nachweisbar. Bei vielen Arten ist der Nachweis an besondere Perioden mit hoher Laufaktivität, oft die Fortpflanzungsperiode, gebunden. Die Erfassung von Laufkäfern (Carabiden) beruht beinahe vollständig auf dieser Methode. Andere häufig untersuchte Tiergruppen sind z. B. bodenlebende Kurzflügelkäfer und einige andere Käfergruppen sowie Webspinnen und Weberknechte. Bei anderen Tiergruppen wirken die Fallen sehr selektiv, können aber durch den Nachweis von mit anderen Methoden nur schwer erfassbaren Arten im Rahmen umfassender Untersuchungen wertvolle Ergänzungen bieten, z. B. bei Landasseln, Hautflüglern wie z. B. Ameisen, Wanzen und Zikaden. Der übrige Fang, bei der Bearbeitung von Wirbellosen auch mitgefangene Kleinsäuger und Amphibien, werden in der Regel nicht systematisch ausgewertet, dafür hat sich der (leicht beschönigende) Ausdruck "Beifang" eingebürgert. Beifang von Wirbeltieren oder z. B. auch Nacktschnecken kann sich, über die bei der hier meist nur unvollständigen Konservierung entstehenden Gase, ungewollt als Lockmittel auswirken, das selektiv aasfressende Arten anlockt.
Da der Fang mit Barberfallen, wie im Prinzip alle Erfassungsmethoden, je nach Tiergruppe und Art mehr oder weniger selektiv erfolgt, ist schon das Artenspektrum, in noch höherem Maße aber die Häufigkeit (Abundanz) der Arten im Fang durch die Methode beeinflusst. Es ist bekannt, dass einige Arten überhaupt nicht in Bodenfallen gefangen werden, auch wenn sie auf der Bodenoberfläche laufaktiv sind. Als Faustformel werden mehr große Arten als kleine, mehr Imagines als Larven oder Immature und mehr Räuber als Pflanzenfresser erbeutet. Eine Interpretation der Fangzahlen ist möglich, wenn z. B. mehrere Bodenfallenuntersuchungen miteinander verglichen werden. In der Regel erlaubt die Methode es aber nicht, die absolute Häufigkeit (Individuen pro Fläche) einer Art zu bestimmen, auch die relative Abundanz (häufige und seltene Arten) ist nicht in allen Fällen ermittelbar. Oft wird angenommen, dass die Methode ein gemitteltes Produkt aus absoluter Häufigkeit und Laufaktivität einer Art registriert, die insbesondere bei räuberischen Arten unter Umständen ein Maß für ihre Bedeutung im Lebensraum sein könnte. Folgt man dieser Annahme, wird die Fanghäufigkeit oft als "Aktivitätsdichte" der Art bezeichnet. Oft wird der Fang auch grob standardisiert auf "Fallentage", d. h. die Gesamtausbeute geteilt durch die Anzahl der Fallen und durch die Expositionszeit in Tagen, ob diese wirklich äquivalent sind, ist aber umstritten.